# Misogada signifera
Misogada signifera är en fjärilsart som beskrevs av Paul Dognin 1910. Misogada signifera ingår i släktet Misogada och familjen tandspinnare. Inga underarter finns listade i Catalogue of Life.